# 林孝謙
林孝謙（1980年5月4日—），導演、編劇、作詞人。生於台灣高雄，拍攝多部劇情片，擅長都會愛情電影，成名作品《比悲傷更悲傷的故事》全球累積票房高達48億新台幣。近年除導演工作之外，亦開始擔任監製的角色，作品有獲得金鐘獎十二項提名的《比悲傷更悲傷的故事：劇集版》，劇情長片《想見你 (電影)》。

## 歷程

### 教育背景
台灣導演，畢業於交通大學外國語文學系、國立臺灣藝術大學應用媒體藝術研究所、美國匹茲堡州立大學傳播學研究所。2005年在美國拍攝的創作短片－《自由大道》獲得第二十八屆金穗獎首獎及最佳剪輯，也是台藝大第四十屆應媒所傑出校友。

### 劇情長片
2010年首部擔任導演及編劇的35mm劇情長片《街角的小王子》由楊祐寧、郭碧婷及楊子姍和葉羿君擔綱演出。2011年擔任導演及編劇的第二部劇情長片《與愛別離》除了選為兩岸電影展開幕片之外，同時入圍日本 Skip City國際影展競賽片、澳門最佳女主角入圍等肯定，也在第46屆金鐘獎入圍最佳迷你劇集、最佳編劇及最佳女主角。《回到愛開始的地方》是第三部擔任導演與編劇的劇情長片，也是首次嘗試與中國大陸合拍的作品。該片在普洱、北京及台北三地取景拍攝，由周渝民以及劉詩詩擔任男女主角，楊乃文 演唱主題曲 可惜愛 。第四部擔任導演的劇情長片作品為《五星級魚干女》由 柯佳嬿 周厚安 陳淑芳 呂雪鳳 聯手演出，是一部關於北投溫泉旅館的喜劇故事，全片中英日台四種語言交雜，妙趣橫生，並於2015年關島國際影展勇奪最佳影片首獎(Best of Festival) 。第五部擔任編劇導演的長片《比悲傷更悲傷的故事》除了為2018台灣地區華語年度票房冠軍，並在全球賣出16區版權，創下全球總票房48億的佳績。而由林孝謙本人擔任作詞的電影主題曲 有一種悲傷 更入圍 第56屆金馬獎 最佳原創電影歌曲獎。 第六部擔任編劇導演的劇情長片《跟你老婆去旅行》遠赴加拿大拍攝，陳妍希、張書豪、鳳小岳 主演，主題曲 不完美的我 由 蕭敬騰 演唱。第七部擔任導演的劇情長片為改編自日本漫畫家 葉月抹茶《一周的朋友 (2022年电影)》，由新生代實力演員 赵今麦 林一 (演員) 沈月 主演，田馥甄 演唱同名主題曲一周的朋友，本片於2022年6月18號上映，雖在疫情期間依然表現亮眼，獲得1.21億人民幣票房。第七部擔任導演的劇情長片為 《倒數說愛你》，由知名演員 陳飛宇 周也 趙小棠 孙天宇 主演。

### 創作短片
除了劇情長片的創作之外，林孝謙亦持續短片創作，2018年創作的《情色小說》，入圍了 2019 韓國釜山國際影展新潮流單元，擔任女主角的黃采儀 入圍 2019年台北電影節最佳女主角 ,而擔任演員的 王可元 則入圍2019年台北電影節最佳新演員。

### 監製作品
2022年開始擔任監製，首部監製劇集作品 《比悲傷更悲傷的故事：影集版 》榮獲 2022年第57屆金鐘獎 12項大獎提名。而首部監製電影作品為：《想見你 (電影)》。

### 出版與文字創作
曾與女作家出版「貓咪別哭」，「回到愛開始的地方」等電影書，亦發表過多首知名歌詞作品。

## 電影作品年表
| 上映年分 | 電影名稱                   | 影片類型       | 職位      |
| -------- | -------------------------- | -------------- | --------- |
| 2005     | 自由大道                   | 劇情短片       | 編劇 導演 |
| 2010     | 街角的小王子               | 35釐米劇情長片 | 編劇 導演 |
| 2011     | 與愛別離                   | 劇情長片       | 編劇 導演 |
| 2013     | 回到愛開始的地方           | 劇情長片       | 編劇 導演 |
| 2015     | 五星級魚干女               | 劇情長片       | 編劇 導演 |
| 2018     | 比悲傷更悲傷的故事         | 劇情長片       | 編劇 導演 |
| 2018     | 情色小說                   | 劇情短片       | 編劇 導演 |
| 2020     | 可不可以，你也剛好喜歡我   | 劇情長片       | 編劇      |
| 2021     | 跟你老婆去旅行             | 劇情長片       | 編劇 導演 |
| 2022     | 一周的朋友                 | 劇情長片       | 導演      |
| 2022     | 比悲傷更悲傷的故事：影集版 | 影集           | 監製      |
| 2022     | 想見你 (電影)              | 劇情長片       | 監製      |
| 2023     | 倒數說愛你                 | 劇情長片       | 導演      |
| 2025     | 陽光女子合唱團             | 劇情長片       | 導演      |

## 個人影視相關獎項
|   | 作品名稱   | 獎項                            | 入圍/得獎 |
| - | ---------- | ------------------------------- | --------- |
| 1 | 自由大道   | 第29屆金穗獎 首獎               | 得獎      |
| 2 | 自由大道   | 第29屆金穗獎 最佳剪輯獎         | 得獎      |
| 3 | 與愛別離   | 第46屆金鐘獎 迷你劇集最佳編劇   | 入圍      |
| 4 | 有一種悲傷 | 第56屆金馬獎 最佳原創電影歌曲獎 | 入圍      |

## 國際創投入選
2015【鋼鐵奇蹟】入圍金馬獎創投，並獲得中影獎
2010【生命救援】入圍東京國際影展創投
2009【長夏】入圍金馬獎創投
2008【日光回歸線】入圍東京國際影展創投

## 網路劇作品
2013 錢多多煉愛記搜狐頻道推出 (點閱人數破億)

## 微電影作品
2014 寵優 【流浪心事】
2011 【你好謝謝】馬來西亞，台灣聯合製作
2011寶島歌舞音樂劇| 我的未來不是夢 (家樂福篇、好丘篇、宜蘭傳藝篇、環島篇共四支)

## 廣告作品
2011中國時報開卷好書獎系列廣告 參與演員 (溫昇豪、魏如萱、王彩樺、曾少宗、宥勝、哈遠儀共六支)

## 音樂錄影帶作品 (選錄)
| 年分 | 歌手                   | 歌曲             | 唱片公司     |
| ---- | ---------------------- | ---------------- | ------------ |
| 2011 | 謝佳見                 | 謝謝寂寞         | 海蝶唱片公司 |
| 2011 | 黃建為                 | 再一次旅行       | 風潮唱片     |
| 2012 | 黃建為                 | 嘿!小女孩        | 華納唱片     |
| 2012 | 陳珊妮、陳建騏、19樂團 | 男男女女         | 添翼音樂     |
| 2012 | 韋禮安                 | 還是愛著你       | 福茂唱片     |
| 2014 | 蕭煌奇                 | 上水的花         | 華納唱片     |
| 2014 | 李聖傑                 | 祝你幸福         | 淳藝音樂     |
| 2015 | 高淑珍                 | 勤家             | 禾廣娛樂     |
| 2021 | 張杰                   | 值得更好的       | 福茂唱片     |
| 2022 | 谢娜                   | 小風箏           | 木星娛樂     |
| 2024 | 周興哲                 | 想念你想我       | 華納音樂     |
| 2024 | 周興哲                 | 永不結束的情人節 | 華納音樂     |
| 2025 | 周興哲                 | 我們沒開始       | 華納音樂     |

## 歌詞作品
| 歌曲              | 演唱者               |
| ----------------- | -------------------- |
| In case of Love   | 黃建為               |
| 與愛別離          | JS                   |
| 可惜愛            | 楊乃文               |
| 愛的季節          | 魏如萱               |
| 煉愛記            | 孟楠、毅光年         |
| 最喜歡你的你      | 柯泯薰               |
| Hello, Happy Days | 廖語晴 柯佳嬿        |
| Break it down     | SpeXial              |
| 有情歌            | 秀蘭瑪雅             |
| 黑白              | 四分衛 陳如山 (歌手) |
| 在你左右          | 鄧子霆               |
| 搖滾宮主          | 賴銘偉               |
| 唱乎爽            | 黃妃                 |
| 夢想者聯盟        | 夢想者聯盟           |
| 有一種悲傷        | A-Lin                |
| 不完美的我        | 蕭敬騰               |
| Remember          | 守夜人 (樂團)        |
| 最悲傷的事        | A-Lin                |
| 你不屬於我        | 周興哲               |
| 一周的朋友        | 田馥甄               |
| 屬於你            | 理想混蛋             |
| 一直都在          | 韋禮安               |

## 評審經歷
2013 金曲獎 最佳音樂錄影帶獎 評審
2014 金曲獎 最佳音樂錄影帶獎 評審